# Manduca bahamensis
Manduca bahamensis är en fjärilsart som beskrevs av Clark 1916. Manduca bahamensis ingår i släktet Manduca och familjen svärmare. Inga underarter finns listade i Catalogue of Life.